# Gwiazdy mocnego uderzenia: Czesław Niemen
Gwiazdy mocnego uderzenia: Czesław Niemen to album Czesława Niemena wydany w roku 1991 nakładem wydawnictwa Polskie Nagrania „Muza”.

## Wykonawcy
- Niebiesko-Czarni (1-2, 4-13)
- Zespół Studia Rytm (14-15)
- Bossa Nova Combo (3)

## Utwory
1. „Adieu tristesse” (Antônio Carlos Jobim – Antônio Carlos Jobim)
2. „Mamo, nasza mamo” (Jacek Grań – Jacek Grań)
3. „Pod Papugami" (Mateusz Święcicki – Bogusław Choiński, Jan Gałkowski}
4. „Wiem, że nie wrócisz” (Czesław Niemen – Jacek Grań)
5. „Locomotion” (Carole King – Gerry Goffin)
6. „Czy mnie jeszcze pamiętasz?” (Czesław Niemen – Jacek Grań)
7. „Tylko mi nie mów o tym” (J. Higgins – Jacek Grań)
8. „Mgła” (Włodzimierz Wander – Jacek Skubikowski)
9. „Ptaki śpiewają – kocham” (Czesław Niemen – Włodzimierz Patuszyński)
10. „Czas jak rzeka” (Czesław Niemen – Czesław Niemen)
11. „Kałakolczik” (Wołkow – M. Makarow)
12. „Jak można wierzyć tylko słowom” (Czesław Niemen – Marta Bellan)
13. „Czy wiesz o tym, że” (Czesław Niemen – Marek Gaszyński)
14. „Przyjdź w taką noc” (Mateusz Święcicki – Krzysztof Dzikowski)